# Сионистское оккупационное правительство

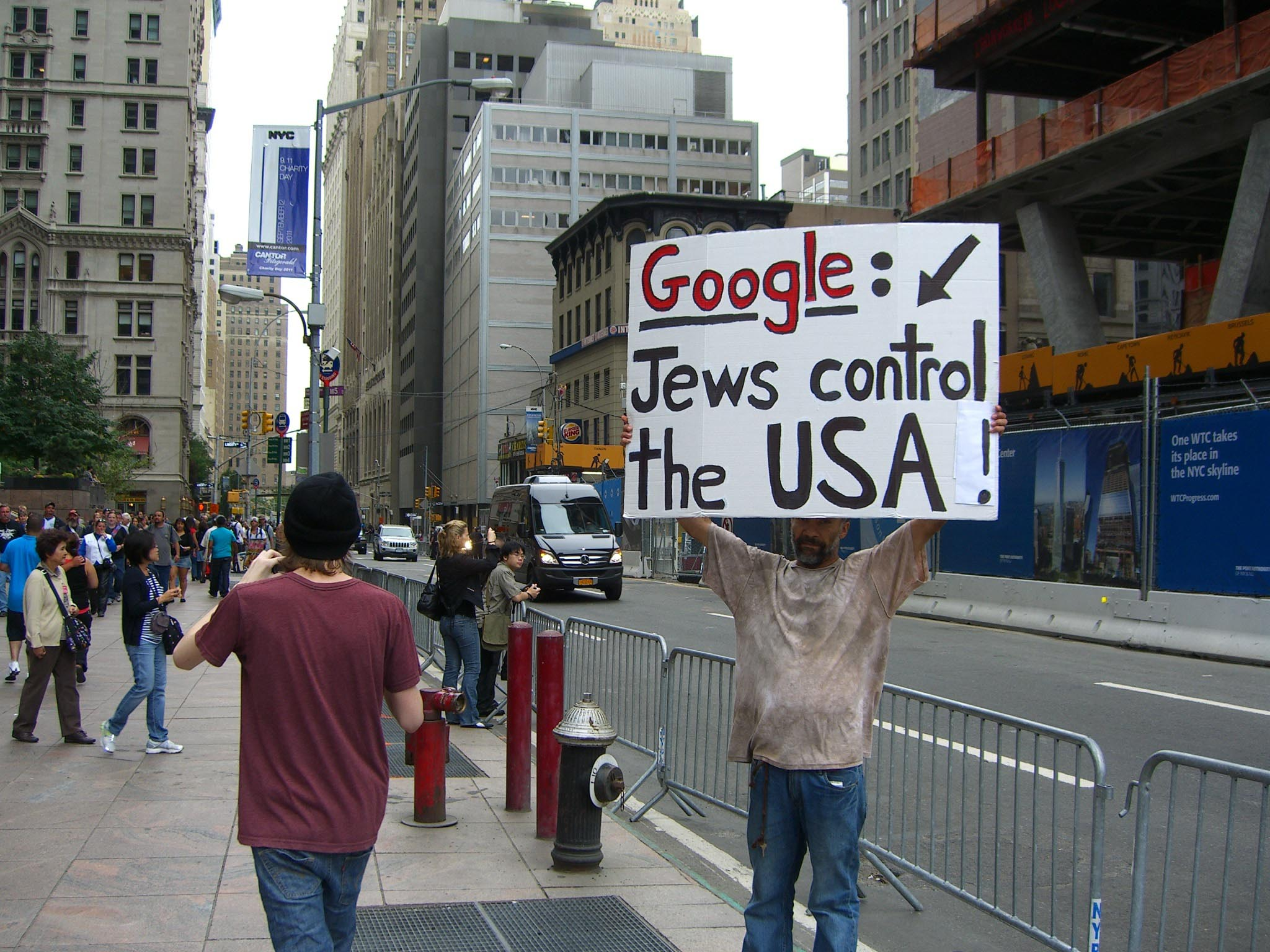
Антисемитский плакат, 11 сентября 2011 года, в десятую годовщину терактов 11 сентября

«Сионистское оккупационное правительство» (англ. Zionist Occupation Government, ZOG, ЗОГ) — антисемитская теория заговора, распространённая в среде ультраправых, расистских и неонацистских движений. Применяющие термин утверждают о существовании заговора, участниками которого якобы являются евреи и их сторонники, контролирующие политику правительства своей страны, другого государства, западных стран или всего мира. Конечной целью такого заговора часто называется «истребление белой расы». Утверждается, что, манипулируя западными правительствами, ZOG контролирует мировую экономику, ограничивает свободу слова, конфискует землю и узурпирует вооруженные силы и полицию. В частности, выражение отражает распространённое сторонниками превосходства «белой расы» и американскими ультраправыми убеждение, что правительство США контролируется евреями, и американское государство представляет собой марионеточный режим, «Систему» с которой следует бороться — основной элемент ультраправого расистского дискурса. Термин впервые появился в 1970-х годах в США. «Борьба с Сионистским оккупационным правительством» является одним из мотивов ультраправого терроризма.
Иногда в англоязычной среде употребляется термин JOG (менее распространен, так как JOG dial является запатентованной торговой маркой Sony Corporation, предъявляющей свои права на использование данного термина) (англ. Jewish Occupation Government) — «Еврейское оккупационное правительство».
Применение слова «сионистский» в контексте данного термина также может иметь отношение к поддельным «Протоколам сионских мудрецов», протоколам встречи «сионистских» лидеров, планирующих фантастический заговор с целью завоевать мир и поработить неевреев.
Выражение «сионистские оккупанты» также используется антисемитами среди ультралевых и исламистами, стремящимися к уничтожению Израиля.

## Использование термина
Аббревиатуру ZOG в отношении федерального правительства США часто используют сторонники движения «белых» расистов «White power», объединяющего белых сепаратистов, сторонников превосходства «белой расы» и белых националистов. Идеология превосходства «белых» включает представление, что «Сионистское оккупационное правительство» манипулирует Соединёнными Штатами в еврейских интересах. С помощью этой теории заговора «объясняются» социальные проблемы (например, утверждается, что евреи стоят за мультикультурными учебными программами) и предлагается решение: преступления на почве ненависти и расовая война.
Неонацисты провозглашают себя «белым» / «арийским» движением сопротивления, которое борется с «сионистским оккупационным правительством» и «расовыми предателями». Термин является популярным у скинхедов-расистов, чья идеология основана на учении белорасистских неонацистских организаций («Национальный альянс», «Белое арийское сопротивление»). Они считают, что «Сионистское оккупационное правительство» контролирует абсолютно все сферы общества. Предположительно данная концепция связана с содержанием «Протоколов сионских мудрецов».
В рамках расистской и антисемитской теологии «идентичного христианства» представление, что евреи вместе с «цветными доадамическими расами», или «грязными людьми», на протяжении всей истории составляли заговоры против «белых» адамических народов, подкрепляется верой в то, что мир теперь почти полностью находится во власти этих «антиарийских» сил. Правительство Соединённых Штатов рассматривается как проявление этой тирании, обычно известной последователям «христианской идентичности» как «Сионистское оккупационное правительство». Утверждается, что еврейский антихрист или ZOG правят в Вашингтоне и подчиняются приказам евреев-интернационалистов в Израиле, ООН и Fortune 500. «Идентичное христианство» открыто исповедовалось некоторыми американскими правыми «ополченцами» и террористическими ячейками, члены которых выразили заинтересованность в приобретении или использовании патогенов и токсических химических веществ в качестве оружия против своих «противников», включая представителей «Сионистского оккупационного правительства», которое, по их мнению, контролируется «сатанинскими» евреями.
В США представители революционного правого расизма часто разделяют авторитарные и недемократические убеждения и продвигают специфическую форму антиэтатизма. Многие участники этого движения принципиально не против идеи сильного государства, которое необходимо для достижения их политических и социальных целей. Специфика их антиэтатизма проистекает из представления, что правительство Соединённых Штатов и практически все другие правительства западных стран находятся под властью еврейской клики — «Сионистского оккупационного правительства». Аббревиатура ZOG получила широкое распространение в просторечии, поскольку дискурс этого понятия очень хорошо распространён в международном ультраправом движении и в значительной мере способствует объединению разрозненных групп. Некоторые связанные с понятием представления имеют теологическую основу, тогда как в рамках других внимание акцентируется на идее, что ZOG контролирует СМИ и международную банковскую систему. Для некоторых это не более чем популярный термин сопротивления, в то время как другие воспринимают его буквально.
Лозунги сторонников превосходства «белой расы» включают такие как «Smash ZOG», «Kill ZOG», «Death to ZOG». Термин встречается на сайтах сторонников превосходства «белой расы», таких как «Арийские нации» и «Национальный альянс (США)».
Аббревиатура ZOG часто используется в различных странах, в частности, с её помощью оскверняются синагоги.
В Интернете термин нередко употребляется как обозначение «тайного мирового правительства» в юмористическом плане и используется для шуток на тему конспирологии и антисемитизма. Также термин в ходу у кащенитов — интернет-троллей, использующих еврейскую тематику.

## История
По мнению Джеффри Каплана, начало данной темы в Америке отмечает публикация серии статей американского промышленника Генри Форда в газете The Dearborn Independent, изданная в виде книги «Международное еврейство». По словам Каплана, статьи представляют собой американизированную версию «Протоколов сионских мудрецов». Считается, что их автором был Уильям Кэмерон, который также способствовал продвижению «идентичного христианства».
Трудно точно определить, когда сама аббревиатура ZOG впервые появилась в лексиконе ультраправых. В. А. Шнирельман писал, что выражение «Сионистское оккупационное правительство» (ZOG) впервые появилось в среде адептов «идентичного христианства».
Партия прав национальных штатов и California Noontide Press распространяли «Протоколы сионских мудрецов» в 1970-е годы. Этот текст используется представителями правых «ополченцев». Так, Уильям Пирс, основатель «Национального альянса» и автор неофашистского бестселлера «Дневники Тёрнера» (1978), определял власть США как «Сионистское оккупационное правительство». Роман повествует о партизанской «расовой войне» против не-белых и «оккупационного правительства».
В 1980 году Джеймс Н. Мейсон, радикальный неонацист, присоединившийся к Джорджу Рокуэллу в середине 1960-х годов, возродил «Национал-социалистический фронт освобождения» в качестве предшественника новых воинствующих движений сторонников превосходства «белой расы» в Америке, приверженных вооруженной борьбе против «Сионистского оккупационного правительства».
К началу 1980-х аббревиатура ZOG стала популярной в США. В сентябре 1983 года глава Северо-западного тихоокеанского филиала Национального альянса, Роберт Мэтьюз, опираясь на «Дневники Тёрнера» Уильяма Пирса, создал расистскую террористическую организацию The Order (Орден «Молчаливого братства», англ. Silent Brotherhood) с целью борьбы с «Сионистским оккупационным правительством» — федеральным правительством в США в идеологии организации. Мэтьюс заимствовал выражение из романа «Дневники Тёрнера» Уильяма Пирса. План Мэтьюза заключался в создании небольшой ячейки, обладающей волей и ресурсами для нападения и свержения «Сионистского оккупационного правительства» Соединённых Штатов. Для этого ему требовались средства на закупку оружия для партизанской кампании против государства, которая, как он считал, должна была привести к массовому восстанию «белого» населения. В организацию вошли немногим более двадцати членов. В 1983—1984 годах The Order совершил ряд громких и дерзких грабежей. Члены организации объявили «войну в 1984 году» и убили в Дэнвере известного еврейского радиожурналиста Элена Берга. После этого ими занялось ФБР. 8 декабря 1984 году Мэтьюз погиб в перестрелке с агентами ФБР, а ряд других боевиков были арестованы. По заявлению Пирса, Мэтьюз «перевёл нас от журналистских обличений на кровавую тропу». По материалам расследования, Мэтьюз требовал от своих боевиков читать «Дневники Тёрнера». Сам он считал себя одинистом, но разделял и «идентичное христианство». В убийстве Берга принимал участие Дэвид Лейн, входивший в движение «идентичного христианства».
Культурный пессимизм Освальда Шпенглера, Уильяма Симпсона и Френсиса Йоки Мэтьюз связывает с «упадком» «белой арийской расы»; теперь только громкий призыв к восстанию против ZOG может восстановить «белый мир».
Вне рамок правой субкультуры выражение впервые получило известность в 1984 году, когда New York Times опубликовала статью о деятельности The Order. В статье сообщалось, что целью создания организации была борьба с «Сионистским оккупационным правительством». В той же статье сообщалось, что термин используют также канадские белые националисты.
Луис Бим, последователь «христианской идентичности» создал стратегическую основу для этих актов индивидуального терроризма. Бим был причастен к Ордену и был ведущим обвиняемым в судебном процессе в Форт-Уэрте (1988), связанном с его деятельностью. Инцидент в Руби-Ридж привёл к организации продуктивной конференции участников патриотического движения, крайне правых групп и последователей «христианской идентичности» в Эстес-парке, штат Колорадо, в октябре 1992 года. Здесь Бим наметил новый план для боевой оппозиции ZOG в своём влиятельном эссе «Сопротивление без лидера». Он был убежден, что антиправительственное сопротивление с иерархическими командными структурами безнадежно и самоубийственно, и пришёл к выводу, что единственной рациональной стратегией является «сопротивление без лидера» или «фантомные ячейки».
Белый сепаратист и неонацист Дэвид Лэйн, один из основателей организации The Order, разработал свою версию теории заговора о «геноциде белых» в своём «Манифесте белого геноцида» 1995 года, под влиянием которого фраза «геноцид белых» получила широкое распространение в начале XXI века и стала доминирующим мемом современного белого национализма. Лейн утверждал, что политика правительств многих западных стран была направлена на уничтожение «белой» европейской культуры и превращение «белых» людей в «вымерший вид». Лейн критиковал смешение рас, аборты, гомосексуальность, «еврейский контроль» над средствами массовой информации, «мультирасовый спорт» и юридические последствия для тех, кто «сопротивляется геноциду» и «Сионистскому оккупационному правительству», которое, по его словам, контролирует Соединённые Штаты и другие страны с «белым» большинством и которое поощряет «геноцид белых». Для Лейна религия в конечном счете является политическим оружием: на библейское «Воздатите кесарева кесареви» созданная им религия Wotansvolk отвечает: «Отрубите голову ZOG и скормите её псам. Правительство без согласия управляемых есть тирания и воровство».

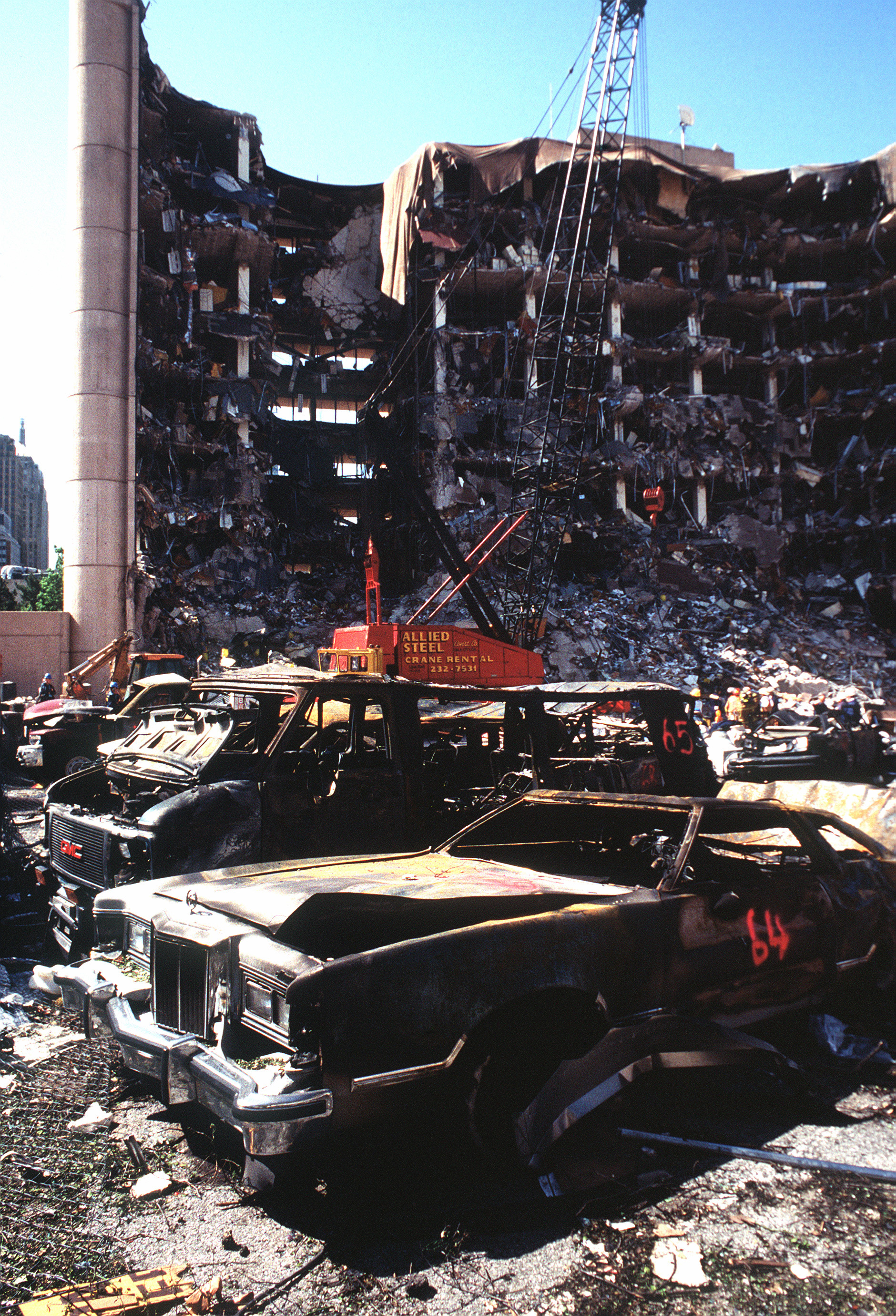
Последствия теракта в Оклахома-Сити, 1995

Правый террорист Тимоти Маквей рассматривал устроенный им в 1995 году теракт в Оклахома-Сити как удар по ZOG.
С 1990-х годов это выражение начало использоваться правыми экстремистами в других западных странах, включая Германию, в качестве кодового слова, часто в рамках антиамериканской риторики.
В 1990-х годах британские неонацисты провозгласили тотальную битву за выживание «белой расы» против ZOG в тонах религиозного пафоса и апокалиптических пророчеств. Британская «Национальная революционная фракция» (NRF), как и другие группы европейских и американских радикальных правых, привержена борьбе против ZOG и «Нового мирового порядка», отвергает демократический процесс и стремится к созданию автономных зон только для «белых».
Шведские неонацисты утверждают, что евреи из «Шведского Сионистского оккупированного правительства» ввозят иммигрантов, чтобы «разбавить кровь белой расы». В начае 1990-х годах шведская подпольная группа «Белое арийское сопротивление» (ВАМ) имитировала The Order в части ограблений банков и накопления оружия в качестве предварительного шага к «расовому холокосту» для «ликвидации ZOG».
В начале 1995 года британский неонацист Дэвид Мьятт, разделявший идею существования тиранического «Сионистского оккупационного правительства», начал издавать газету The National-Socialist, провозглашающую борьбу всех «арийцев» против их вымирания под натиском «низших рас», подстрекаемых либеральными расовыми предателями. Газета поддерживала «Национал-социалистический альянс» и его политику создания «арийской родины» в качестве анклава «белой расы». Все «цветные» рассматриваются как силы вторжения, санкционированные ZOG. В июне 1994 года был создан британский «Национал-социалистический альянс», который взяв за основу «Дневники Тёрнера» и американский ультраправый терроризм, отказался от стратегии всеобщих выборов в пользу насильственной революционной борьбы против «системы» ZOG. Также была заимствована американская идея анклава «белой расы» была в виде планов создания «арийской» родины («Восточно-саксонских сородичей») вокруг Челмсфорда и Малдона в Эссексе, схема, также поддержанная Мьяттом.
Словацкий политик Мариан Котлеба, возглавляющий партию Народная партия — наша Словакия, получившую два места в Европейском парламенте на выборах 2019 года утверждает, что «Сионистское оккупационное правительство» контролирует политику Словакии.